# 2. Bundesliga 2017/18
De 2. Bundesliga van het seizoen 2017/2018 was het 44ste seizoen sinds de invoering van 1974. Aan de competitie deden achttien teams mee. Vanuit de Bundesliga waren FC Ingolstadt 04 en SV Darmstadt 98 nieuw in de competitie. Vanuit de 3. Liga waren Holstein Kiel, MSV Duisburg en SSV Jahn Regensburg nieuw in de 2. Bundesliga.
Het seizoen begon op 28 juli met de partij VfL Bochum tegen FC St. Pauli (0–1), door een treffer van Christopher Buchtmann. Het seizoen eindigde op zondag 13 mei 2017. Fortuna Düsseldorf en 1. FC Nürnberg keerden na respectievelijk vijf en vier jaar afwezigheid terug in de Bundesliga. Düsseldorf werd op de slotdag van de competitie, in een rechtstreeks duel, kampioen van de 2. Bundesliga na de 1-2 zege op Nürnberg. Nürnberg beëindigde het seizoen als tweede en promoveerde daarmee automatisch naar de Bundesliga, in het voetspoor van Düsseldorf.
Holstein Kiel beëindigde het seizoen op de derde plaats en speelde in de play-offs tegen het nummer 16 uit de Bundesliga VfL Wolfsburg. Na de heenwedstrijd op het terrein van Wolfsburg met 3–1 te hebben verloren kon Holstein Kiel voor eigen publiek een nieuwe nederlaag (0–1) niet vermijden. Wolfsburg verzekerde zich zo van een extra seizoen in de Bundesliga.

## Teams
| Naam club              | Plaats            | Naam stadion                   | Capaciteit |
| ---------------------- | ----------------- | ------------------------------ | ---------- |
| 1. FC Union Berlin     | Berlijn           | Stadion An der alten Försterei | 21.704     |
| Arminia Bielefeld      | Bielefeld         | SchücoArena                    | 27.300     |
| VfL Bochum             | Bochum            | rewirpowerSTADION              | 29.299     |
| Eintracht Braunschweig | Braunschweig      | Eintracht-Stadion              | 23.325     |
| FC Ingolstadt 04       | Ingolstadt        | Audi-Sportpark                 | 15.800     |
| Fortuna Düsseldorf     | Düsseldorf        | ESPRIT arena                   | 54.600     |
| SV Darmstadt 98        | Darmstadt         | Stadion am Böllenfalltor       | 17.400     |
| Erzgebirge Aue         | Aue               | Sparkassen-Erzgebirgsstadion   | 15.690     |
| Holstein Kiel          | Kiel              | Holstein-Stadion               | 11.386     |
| SpVgg Greuther Fürth   | Fürth             | Stadion am Laubenweg           | 18.500     |
| 1. FC Heidenheim       | Heidenheim        | Voith-Arena                    | 15.000     |
| 1. FC Kaiserslautern   | Kaiserslautern    | Fritz-Walter-Stadion           | 49.780     |
| SSV Jahn Regensburg    | Regensburg        | Continental Arena              | 15.210     |
| MSV Duisburg           | Duisburg          | Schauinsland-Reisen-Arena      | 31.502     |
| 1. FC Nürnberg         | Neurenberg        | Grundig Stadion                | 50.000     |
| SV Sandhausen          | Sandhausen        | Hardtwaldstadion               | 12.100     |
| FC St. Pauli           | Hamburg-St. Pauli | Millerntor-Stadion             | 29.063     |
| Dynamo Dresden         | Dresden           | DDV-Stadion                    | 32.066     |

## Eindstand
| №  | Club                   | WG | W  | G  | V  | DV | DT | +/– | Punten |
| -- | ---------------------- | -- | -- | -- | -- | -- | -- | --- | ------ |
| 1  | Fortuna Düsseldorf     | 34 | 19 | 6  | 9  | 57 | 44 | +13 | 63     |
| 2  | 1. FC Nürnberg         | 34 | 17 | 9  | 8  | 61 | 39 | +22 | 60     |
| 3  | Holstein Kiel          | 34 | 14 | 14 | 6  | 71 | 44 | +27 | 56     |
| 4  | DSC Arminia Bielefeld  | 34 | 12 | 12 | 10 | 51 | 47 | +4  | 48     |
| 5  | SSV Jahn Regensburg    | 34 | 14 | 6  | 14 | 53 | 53 | 0   | 48     |
| 6  | VfL Bochum             | 34 | 13 | 9  | 12 | 37 | 40 | –3  | 48     |
| 7  | MSV Duisburg           | 34 | 13 | 9  | 12 | 52 | 56 | –4  | 48     |
| 8  | 1. FC Union Berlin     | 34 | 12 | 11 | 11 | 54 | 46 | +8  | 47     |
| 9  | FC Ingolstadt          | 34 | 12 | 9  | 13 | 47 | 45 | +2  | 45     |
| 10 | SV Darmstadt           | 34 | 10 | 13 | 11 | 47 | 45 | +2  | 43     |
| 11 | SV Sandhausen          | 34 | 11 | 10 | 13 | 35 | 33 | +2  | 43     |
| 12 | FC St. Pauli           | 34 | 11 | 10 | 13 | 35 | 48 | –13 | 43     |
| 13 | 1. FC Heidenheim       | 34 | 11 | 9  | 14 | 50 | 56 | –6  | 42     |
| 14 | Dynamo Dresden         | 34 | 11 | 8  | 15 | 42 | 52 | –10 | 41     |
| 15 | Greuther Fürth         | 34 | 10 | 10 | 14 | 37 | 38 | –1  | 40     |
| 16 | FC Erzgebirge Aue      | 34 | 10 | 10 | 14 | 35 | 49 | –12 | 40     |
| 17 | Eintracht Braunschweig | 34 | 8  | 15 | 11 | 37 | 43 | –6  | 39     |
| 18 | FC Kaiserslautern      | 34 | 9  | 8  | 17 | 42 | 55 | –13 | 35     |

|  | Promotie naar de Bundesliga (seizoen 2018/19)            |
|  | Kwalificatie voor play-off promotie naar Bundesliga      |
|  | Kwalificatie voor play-off om degradatie naar de 3. Liga |
|  | Degradatie naar de 3. Liga                               |

## Play-offs

### Promotie
|                       |                                                  |       |                        |                                                                                |
| 17 mei 2018 20:30 uur | VfL Wolfsburg                                    | 3 – 1 | Holstein Kiel          | Volkswagen-Arena, Wolfsburg Toeschouwers: 30.000 Scheidsrechter: Deniz Aytekin |
| 17 mei 2018 20:30 uur | Mike Origi 13' Josip Brekalo 40' Yunus Malli 56' |       | 34' Kingsley Schindler | Volkswagen-Arena, Wolfsburg Toeschouwers: 30.000 Scheidsrechter: Deniz Aytekin |

|                       |               |                  |               |                                                                            |
| 21 mei 2018 20:30 uur | Holstein Kiel | 0 – 1            | VfL Wolfsburg | Holstein-Stadion, Kiel Toeschouwers: 12.000 Scheidsrechter: Daniel Siebert |
| 21 mei 2018 20:30 uur |               | 75' Robin Knoche |               | Holstein-Stadion, Kiel Toeschouwers: 12.000 Scheidsrechter: Daniel Siebert |

### Degradatie
|                       |               |       |                   |                                                                                  |
| 18 mei 2018 18:15 uur | Karlsruher SC | 0 – 0 | FC Erzgebirge Aue | Wildparkstadion, Karlsruhe Toeschouwers: 25.906 Scheidsrechter: Sascha Stegemann |
| 18 mei 2018 18:15 uur |               |       |                   | Wildparkstadion, Karlsruhe Toeschouwers: 25.906 Scheidsrechter: Sascha Stegemann |

|                       |                           |       |                        |                                                                                        |
| 22 mei 2018 18:15 uur | FC Erzgebirge Aue         | 3 – 1 | Karlsruher SC          | Sparkassen-Erzgebirgsstadion, Aue Toeschouwers: 16.000 Scheidsrechter: Bastian Dankert |
| 22 mei 2018 18:15 uur | Sören Bertram 25' 53' 75' |       | 44' Fabian Schleusener | Sparkassen-Erzgebirgsstadion, Aue Toeschouwers: 16.000 Scheidsrechter: Bastian Dankert |

## Statistieken

### Topscorers
- In onderstaand overzicht zijn alleen de spelers opgenomen met twaalf of meer treffers achter hun naam.

| №  | Naam                | Club                 | Goals | Pen. | Duels | Gem. |
| -- | ------------------- | -------------------- | ----- | ---- | ----- | ---- |
| 1  | Marvin Ducksch      | Holstein Kiel        | 18    | 1    | 33    | 0,55 |
| 2  | Steven Skrzybski    | 1. FC Union Berlin   | 14    | 2    | 29    | 0,48 |
| 3  | Hanno Behrens       | 1. FC Nürnberg       | 14    | 1    | 34    | 0,41 |
| 4  | Lukas Hinterseer    | VfL Bochum           | 14    | 0    | 31    | 0,45 |
| 5  | Rouwen Hennings     | Fortuna Düsseldorf   | 13    | 2    | 33    | 0,39 |
| 6  | Marco Grüttner      | SVV Jahn Regensburg  | 13    | 0    | 33    | 0,39 |
| 7  | Andreas Voglsammer  | Arminia Bielefeld    | 13    | 1    | 34    | 0,38 |
| 8  | Dominick Drexler    | Holstein Kiel        | 12    | 2    | 31    | 0,39 |
| 9  | Mikael Ishak        | 1. FC Nürnberg       | 12    | 0    | 28    | 0,43 |
| 10 | Kingsley Schindler  | Holstein Kiel        | 12    | 5    | 33    | 0,36 |
| 11 | Sebastian Polter    | 1. FC Union Berlin   | 12    | 3    | 24    | 0,50 |
| 12 | Sebastian Andersson | 1. FC Kaiserslautern | 12    | 0    | 29    | 0,41 |

### Assists
- In onderstaand overzicht zijn alleen de spelers opgenomen met tien of meer assists achter hun naam.

| № | Naam             | Club             | Assists | Duels | Gem. |
| - | ---------------- | ---------------- | ------- | ----- | ---- |
| 1 | Sonny Kittel     | FC Ingolstadt    | 16      | 33    | 0,48 |
| 2 | Marc Schnatterer | 1. FC Heidenheim | 13      | 32    | 0,41 |
| 3 | Dominick Drexler | Holstein Kiel    | 11      | 31    | 0,35 |
| 4 | Enrico Valentini | 1. FC Nürnberg   | 11      | 33    | 0,33 |
| 5 | Marvin Ducksch   | Holstein Kiel    | 10      | 33    | 0,30 |

### Scheidsrechters
- In onderstaand overzicht zijn alleen de scheidsrechters opgenomen met zeven of meer wedstrijden achter hun naam.

| Naam                | Geboren    | Duels | Kreeg geel | Kreeg voor de tweede keer geel en dus rood | Weggestuurd |
| ------------------- | ---------- | ----- | ---------- | ------------------------------------------ | ----------- |
| Arne Aarnink        | 31.01.1985 | 10    | 27         | 0                                          | 1           |
| Patrick Alt         | 04.02.1985 | 10    | 46         | 1                                          | 0           |
| Sven Waschitzki     | 26.02.1987 | 10    | 36         | 0                                          | 1           |
| Matthias Jöllenbeck | 16.02.1987 | 10    | 38         | 1                                          | 2           |
| Daniel Schlager     | 08.12.1989 | 10    | 47         | 1                                          | 1           |
| Manuel Gräfe        | 21.09.1973 | 9     | 18         | 1                                          | 0           |
| René Rohde          | 10.09.1980 | 9     | 45         | 0                                          | 1           |
| Robert Kempter      | 22.03.1988 | 9     | 43         | 0                                          | 1           |
| Christian Dietz     | 27.07.1984 | 9     | 45         | 0                                          | 1           |
| Thorben Siewer      | 05.07.1987 | 9     | 32         | 2                                          | 0           |
| Timo Gerach         | 30.11.1986 | 9     | 37         | 1                                          | 1           |
| Christof Günsch     | 13.03.1986 | 9     | 44         | 0                                          | 0           |
| Robert Schröder     | 14.09.1985 | 9     | 43         | 0                                          | 1           |
| Lasse Koslowski     | 14.07.1987 | 9     | 38         | 1                                          | 0           |
| Tobias Reichler     | 18.08.1985 | 9     | 43         | 2                                          | 2           |
| Benedikt Kempkes    | 03.08.1985 | 9     | 31         | 1                                          | 0           |
| Martin Thomsen      | 01.10.1985 | 9     | 39         | 1                                          | 1           |
| Alexander Sather    | 29.11.1986 | 9     | 37         | 0                                          | 0           |
| Florian Heft        | 03.01.1990 | 9     | 43         | 0                                          | 0           |
| Florian Badstübner  | 02.02.1991 | 9     | 39         | 1                                          | 0           |
| Felix Zwayer        | 19.05.1981 | 8     | 30         | 3                                          | 1           |
| Martin Petersen     | 28.02.1985 | 8     | 28         | 0                                          | 0           |
| Bibiana Steinhaus   | 24.03.1979 | 7     | 31         | 1                                          | 0           |
| Sören Storks        | 08.11.1988 | 7     | 31         | 0                                          | 1           |